# Frederick Octavius Pickard-Cambridge
Frederick Octavius Pickard-Cambridge (Warmwell, 3 novembre 1860 – Wimbledon, 9 febbraio 1905) è stato un presbitero e aracnologo inglese.
Nella spedizione in Amazzonia nel 1894-95, in qualità di illustratore delle specie animali rinvenute, cominciò ad interessarsi ai ragni. I suoi atteggiamenti estremi in tema di religione assunsero connotazioni politiche tali da farlo allontanare dalla famiglia. Tale suo carattere si riverberò nel lavoro in lunghissime e accese controversie sulla nomenclatura delle specie con l'aracnologo Karsch.

## Studi
I lavori di F.O.P.-Cambridge sono stati pubblicati fra il 1889 e il 1905, alcuni postumi. Al di là della sua esperienza amazzonica, preferì affrontare lo studio degli animali presenti nelle collezioni di mezzo mondo, non solo su quelle inglesi, al fine di riconoscere e determinare un gran numero di specie. Il suo lavoro è stato prettamente tassonomico, inizialmente di revisione delle specie scoperte dal più famoso zio, poi di rielaborazione di vari caratteri tassonomici in funzione di una più precisa classificazione. Solo di nuove specie di ragni britannici ne ha classificate 16.

## Morte
A quanto risultò dalle indagini dell'epoca, per stress mentale si suicidò sparandosi con una pistola.

## Nomenclatura tassonomica
Viene spesso confuso con suo zio Octavius Pickard-Cambridge da cui ha ereditato la passione per l'aracnologia. L'abbreviazione tassonomica che lo contraddistingue è F. O. P.-Cambridge, mentre quella dello zio è O. P.-Cambridge.